# Вулфолк Кросс Донна
До́нна Ву́лфолк Кросс (англ. Donna Woolfolk Cross; нар. 1947) — американська письменниця, лексикографка і викладачка. Авторка роману «Папесса Іоанна» (англ. «Pope Joan»), екранізованного у 2009 році.

## Життєпис
Народилася у 1947 році у Нью-Йорку, в США, в родині редакторки коміксів Дороті Вулфолк і письменника Вільяма Вулфолка.
У 1969 році закінчила з відзнакою філологічний факультет Пенсільванського університету. Після закінчення університету переїхала до Лондона, де працювала помічницею редактора у видавництві «W.H. Allen and Co». 
Після повернення до США працювала в нью-йоркському рекламному агентстві Young & Rubicam, на Медісон-авеню.
У 1972 році — закінчила Каліфорнійський університет в Лос-Анджелесі, де отримала ступінь магістра з літератури.
У 1973 році, разом із чоловіком, переїхала до Сіракуз, штат Нью-Йорк, і почала викладати англійську мову в нью-йоркському коледжі.
Авторка двох книг з лінгвістики: «Лайлива лексика» та «Мова засобів масової інформації», а також співавторка книги «Розмовна мова» (станом на 2007 рік).
У 1996 році видала роман «Папесса Іоанна» (англ. «Pope Joan»), над яким працювала 7 років. 
Станом на 2007 рік — працювала над новим романом, дія якого відбувається у Франції XVII століття.
У 2009 році роман «Папесса Іоанна» був екранізований — в українському прокаті він вийшов під назвою «Іванна — жінка на папському престолі».